# Dobsa Lajos-szobor

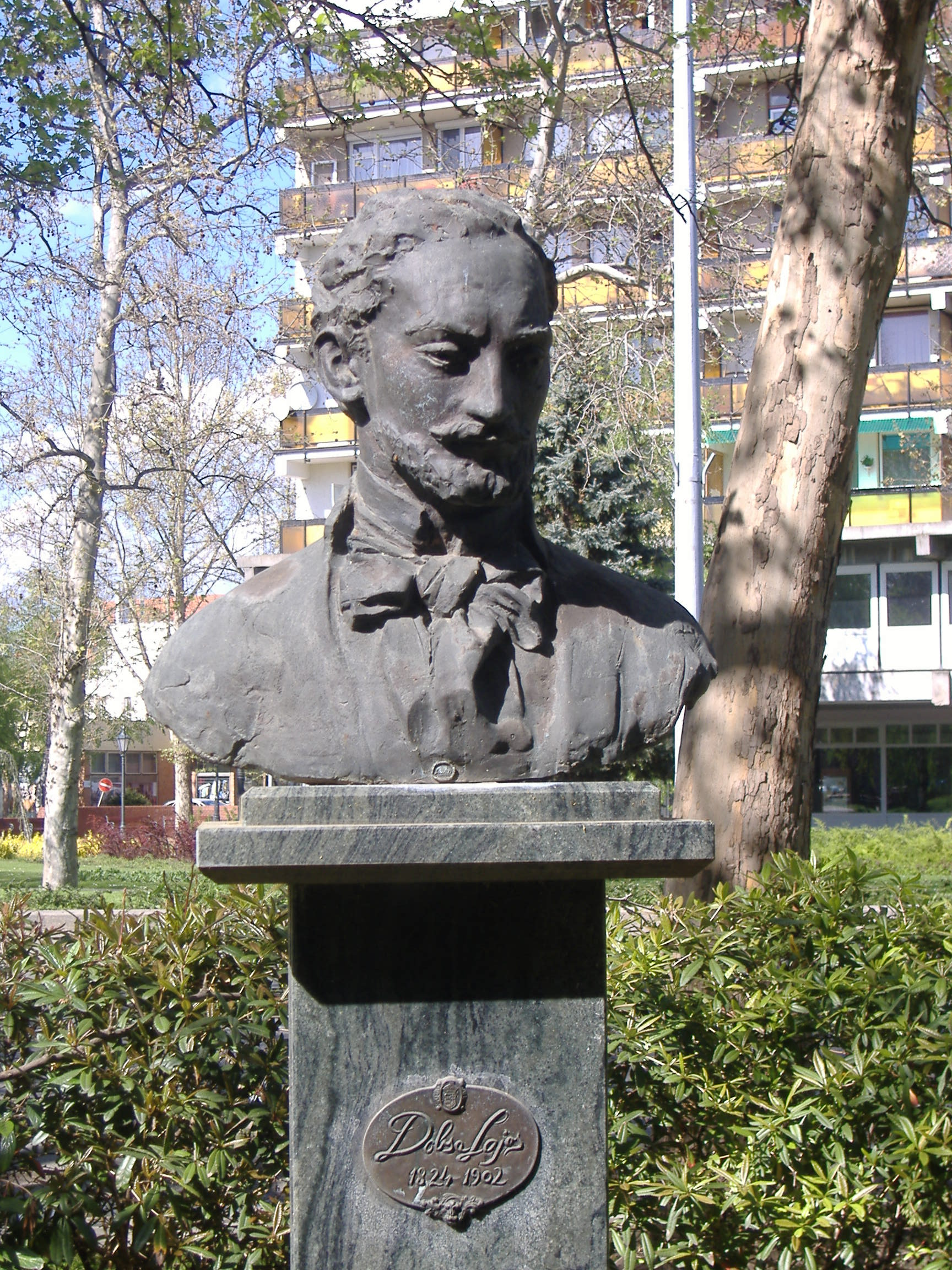
Dobsa Lajos öntött bronz mellszobra, Lantos Györgyi alkotása

Dobsa Lajos szobra Makón található, a Belváros szívében, a Széchenyi téren. A város szülöttének, a neves drámaírónak és forradalmárnak Lantos Györgyi, csongrádi szobrász állított emléket. A szobrot 1998-ban avatták föl, nem messze attól a helytől, ahol egykoron szülőháza állt, az épület helyét emléktábla is jelöli. Az alkotás egyúttal a főtéren található szoborpark része is. A mellszobrot márványtalapzat tartja.